# Municipio de Girard (condado de Erie)
El municipio de Girard (en inglés: Girard Township) es un municipio ubicado en el condado de Erie en el estado estadounidense de Pensilvania. En el año 2000 tenía una población de 5.133 habitantes y una densidad poblacional de 62 personas por km².

## Geografía
El municipio de Girard se encuentra ubicado en las coordenadas 41°58′00″N 80°20′59″O / 41.96667, -80.34972.

## Demografía
Según la Oficina del Censo en 2000 los ingresos medios por hogar en la localidad eran de $39,125 y los ingresos medios por familia eran de $43,244. Los hombres tenían unos ingresos medios de $33,043 frente a los $24,275 para las mujeres. La renta per cápita de la localidad era de $17,222. Alrededor del 6,5% de la población estaba por debajo del umbral de pobreza.